# Ulrich van der Heyden
Ulrich van der Heyden (* 7. September 1954 in Ueckermünde) ist ein deutscher Historiker, Politikwissenschaftler und Spezialist für die Kolonialgeschichte Afrikas und die Geschichte der christlichen Mission in Afrika.

## Leben
Ulrich van der Heyden studierte an der Humboldt-Universität zu Berlin Geschichte und Ethnographie. Er schloss 1981 als Diplom-Historiker ab. In seiner Diplomarbeit befasste er sich mit dem Freiheitskampf der nordamerikanischen Prärieindianer in der zweiten Hälfte des 19. Jahrhunderts. Er schloss ein Forschungsstudium an der Sektion Asienwissenschaften an, wo er am Bereich Afrikanistik 1984 zum Dr. phil. promoviert wurde. Für seine von Helmuth Stoecker betreute Arbeit über Kolonialkriege gegen die Pedi und Venda in Transvaal (Südafrika; 1876–1898) wertete er insbesondere deutschsprachige Quellen protestantischer Missionare aus dem Archiv der Berliner Missionsgesellschaft aus.
Van der Heyden war von 1984 bis 1991 wissenschaftlicher Mitarbeiter an der Akademie der Wissenschaften der DDR, zunächst am Institut für Wirtschaftsgeschichte, dann im Forschungsbereich „Geschichte der Entwicklungsländer“ am Institut für Allgemeine Geschichte. Nach der deutschen staatlichen Wiedervereinigung und der Auflösung der Akademie musste sich van der Heyden, wie andere DDR-Geisteswissenschaftler, mehreren Evaluationen unterziehen und wurde nach deren positivem Abschluss 1992 als wissenschaftlicher Mitarbeiter am Forschungsschwerpunkt Moderner Orient der „Förderungsgesellschaft Wissenschaftliche Neuvorhaben mbH“ übernommen. Als 1995 das Projekt der Neuorganisation der außeruniversitären Forschungslandschaft im Osten Deutschlands scheiterte und ein weiterer Teil der von der Akademie der Wissenschaften der DDR übernommenen Forscher „spätabgewickelt“ wurden, wechselte er an verschiedene universitäre Institute zur Bearbeitung von Drittmittelprojekten.
Am Otto-Suhr-Institut der Freien Universität Berlin wurde er 1997 mit einer Dissertation über die „Afrikawissenschaften in der DDR“, betreut von Franz Ansprenger, zusätzlich in Politikwissenschaft promoviert (Dr. rer. pol.). Mit einer Schrift über „Die Entstehung einer neuen afrikanischen Elite in Südafrika zum Ende des 19. Jahrhunderts am Beispiel von Martinus Sewushan“ habilitierte er 2002 an der Freien Universität Berlin, erhielt die Lehrbefähigung und -befugnis für das Fach Historische Grundlagen der Politikwissenschaften sowie die Lehramtsprüfungsberechtigung in Sozialkunde und wurde zum Privatdozenten ernannt. An der Rhodes University in Grahamstown (Südafrika) schloss er bei Alan Kirkaldy 2013 eine dritte Promotion zum Ph. D. ab, wobei er sich mit der DDR-Entwicklungspolitik gegenüber Afrika im Zeitraum 1960–1990 befasste.
Ulrich van der Heyden war 2006/2007 Gastprofessor am Deutsch-Französischen Campus von Sciences Po in Nancy und ab 2013 Visiting Professor an der Universität von Südafrika (UNISA). Bis zu seinem Eintritt in den Ruhestand (2019) war er wissenschaftlicher Mitarbeiter am Seminar für Missions- und Religionswissenschaft sowie Ökumenik der Humboldt-Universität bzw. Religionswissenschaft und Interkulturelle Theologie am Lehrstuhl von Andreas Feldtkeller. Er ist Initiator und Herausgeber mehrerer wissenschaftlicher Buchreihen sowie Autor und Herausgeber von mehr als 60 Monographien und Verfasser von über 200 wissenschaftlichen Studien und Fachartikeln. Neben afrika-, kolonial- und missionshistorischen Forschungen beschäftigt er sich auch mit Themen zur Regionalgeschichte Vorpommerns.
Ulrich van der Heyden ist Erster stellvertretender Vorsitzender der Berliner Gesellschaft für Missionsgeschichte e. V. und lebt in Berlin. Er ist seit 2005 gewähltes Mitglied der Gelehrtengesellschaft Leibniz-Sozietät der Wissenschaften zu Berlin.

## Publikationen (Auswahl)
- Kampf um die Prärie. Der Freiheitskampf der nordamerikanischen Prärieindianer (= Illustrierte historische Hefte 47). Deutscher Verlag der Wissenschaften, Berlin 1988, ISBN 3-326-00318-8.
- (Hrsg.): Indianer-Lexikon. Zur Geschichte und Gegenwart der Ureinwohner Nordamerikas. Dietz, Berlin 1992, ISBN 3928127349.
- Das Schrifttum der deutschen Missionsgesellschaften als Quelle für die Geschichtsschreibung Südafrikas. Dargestellt vornehmlich anhand der Berliner Missionsgesellschaft. In: Ulrich van der Heyden, Heike Liebau (Hrsg.): Missionsgeschichte, Kirchengeschichte, Weltgeschichte. Christliche Missionen im Kontext nationaler Entwicklungen in Afrika, Asien und Ozeanien. Steiner, Stuttgart 1996, ISBN 3-515-06732-9, S. 123–138. (Missionsgeschichtliches Archiv. 1).
- Rote Adler an Afrikas Küste. Die brandenburgisch-preußische Kolonie Großfriedrichsburg in Westafrika. Selignow, Berlin 2001, ISBN 3-933889-04-9.
- Die DDR und der Handel mit dem Apartheidregime in Südafrika (Hefte zur DDR-Geschichte, Nr. 88). Helle Panke e. V., Berlin 2004.
- mit Joachim Zeller (Hrsg.): Kolonialmetropole Berlin. Eine Spurensuche. Berlin-Edition, Berlin 2002, ISBN 3-8148-0092-3.
- mit Joachim Zeller (Hrsg.): Macht und Anteil an der Weltherrschaft. Berlin und der deutsche Kolonialismus. Unrast Verlag, Münster 2005, ISBN 3-89771-024-2.
- Anton Wilhelm Amo, der afrikanische Philosoph. In: Ulrich van der Heyden (Hrsg.): Unbekannte Biographien. Afrikaner im deutschsprachigen Raum vom 18. Jahrhundert bis zum Ende des Zweiten Weltkrieges (= Edition Zeitgeschichte. 26). Kai Homilius-Verlag, Berlin 2008, ISBN 978-3-89706-849-0.
- Zwischen Solidarität und Wirtschaftsinteressen. Die „geheimen“ Beziehungen der DDR zum südafrikanischen Apartheidregime. LIT Verlag, Münster 2005, ISBN 3825887960.
- Der Dakar-Prozess. Der Anfang vom Ende der Apartheid in Südafrika. Solivagus Praeteritum, Kiel 2018, ISBN 978-3-947064-01-4.[12]
- Das gescheiterte Experiment: Vertragsarbeiter aus Mosambik in der DDR-Wirtschaft (1979–1990). Leipziger Universitätsverlag, Leipzig 2019, ISBN 978-3960232018.
- Die Umbenennung der Berliner "Mohrenstraße" – eine Blamage. In: Berliner Debatte INITIAL 31(2020)4, S. 133–144.
- Spectacular Attempt to Release Mandela from Prison under the Apartheidregime. In: Journal of Intelligence History 1/2020, S. 184–196.
- Deutsche christliche Missionsgesellschaften in China – Eine Literaturübersicht. Wichern Verlag, Berlin 2021.
- Die Missionsfotografie – Genre, Entwicklung und wissenschaftsgeschichtliche Forschungsübersicht. Wichern Verlag, Berlin 2021.
- Die Affäre Patzig. Ein Kriegsverbrechen für das Kaiserreich?. Solivagus Verlag, Kiel 2021, ISBN 9783947064069.
- (zus. mit Theodor Kohlmann): Der südafrikanische Burenkrieg 1899 bis 1902 in den Neuruppiner Bilderbogen. edition bodoni, Berlin 2023, ISBN 9783947913381.
- Alternative Fakten zur Demontage eines selbsterfundenen Popanzes: Eine Analyse des Ausstellungskataloges „Schlösser Preußen Kolonial“. In: Museum aktuell ISSN 1433-3848 293/2023, S. 11–16.
- (mit Michael Eckardt): „Ihr dürft nicht glauben, daß wir dieselben Vorurtheile hegen wie ihr daheim“. Karl May und Südafrika. In: Sächsische Heimatblätter 70, 2024, Heft 1, ISSN 0486-8234, S. 48–55.
- Mohren, Missionare und Moralisten: Eine Streitschrift zum Umgang mit der kolonialen Vergangenheit Deutschlands. Mit einem Beitrag von P. Werner Lange. Verlag am Park, Berlin 2024, ISBN 978-3-89793-366-8, 290 S.